# 加藤麻衣子
加藤 麻衣子（かとう まいこ）は日本のオルガン奏者。

## 人物・来歴
東京都で生まれ、熊本県で育つ。2歳半より音楽を始め、バッハに惹かれてルター派の九州女学院中学校（現・ルーテル学院中学校・高等学校）に進み、パイプオルガンに出会う。同高等学校芸術コースを卒業後、エリザベト音楽大学演奏学科パイプオルガンコースを卒業し、東京芸術大学大学院修士課程音楽研究科修了（オルガン専攻）。
2008年に渡仏し、2010年にトゥールーズ地方音楽院オルガン科を卒業。2013年、トゥールーズ地方音楽院クラブサン（チェンバロ）科において、DEM（Diplôme d'études musicales；音楽研究資格）を取得。2014年、トゥールーズ高等芸術院にて国家演奏家の資格を得て卒業。
2021年現在、ルーテル学院中学校・高等学校オルガニスト。活水女子大学音楽学部非常勤講師、熊本大学非常勤講師。
熊本に拠点を置いて九州のオルガン文化発展に努めている。

## 所属
- ルーテル学院中学・高等学校オルガニスト
- 日本福音ルーテル室園教会オルガニスト
- 日本オルガニスト協会会員
- 日本オルガン研究会会員

## 賞歴
- 2010年、ジャン-ルイ・フローレンツ国際オルガンコンクール優勝。フランス芸術院よりグランプリ受賞。
- 2013年、ジルバーマン国際オルガンコンクールファイナリスト。
- グザヴィエ・ダラス国際オルガンコンクールにて3位並びに聴衆賞受賞